# سکسوالیته
سکسوالیته یا جنسینگی (به فرانسوی: sexualité) به معناهای میل جنسی، احساس جنسی، رابطهٔ جنسی، جنسیت، رفتارهای جنسی، غریزهٔ جنسی و غیره است.
این اصطلاح شامل پدیدهٔ تولید مثل جنسیِ موجودات زنده، آمیزش جنسی، و در نهایت بسیاری از پدیده‌هایِ فرهنگیِ مرتبط با رفتارهای جنسی است.
مطالعاتِ امور جنسی، حوزه‌ای بسیار نوپاست و به بررسی جنبه‌های مختلف (هنری، فرهنگی، اقتصادی، جغرافیایی، تاریخی، ادبی، سیاسی، و روان‌شناختی) امور جنسی می‌پردازد؛ بنابراین، میان‌رشته‌ای (بینارشته‌ای) است و می‌کوشد تا امور جنسی را در تقاطعی از مفاهیمِ تواناییِ جسمانی و سن و طبقه و قومیت و جنسیت و هویت جنسیتی و بهداشت و ملیت و نژاد و دین و هویت جنسی بکاود.
برابرِ فارسیِ sexualite دقیقا نه سکس به تنهایی است و نه جنسیت به تنهایی. به همین دلیل بسیاری از مترجمان ترجیح می‌دهند خود واژهٔ سکسوالیته را برای آن بیاورند.
میشل فوکو در اهمیتِ سکسوالیته می‌گوید: «سکس مفهوم و انگاره‌ای است که در سامانهٔ سکسوالیته ساخته می‌شود.» و معتقد است که سکسوالیته یک سیستمِ تاریخی و شبکهٔ بزرگِ سطحی است که در آن برانگیختن بدن‌ها، تشدید لذت‌ها، تحریک به گفتمان، شکل‌گیری شناخت‌ها، و تقویت کنترل‌ها و مقاومت‌ها، به‌طور زنجیره‌ای به یکدیگر متصل می‌شوند. این زنجیره و شبکه، مطابق چند استراتژی علم از یک سو، و قدرت از سویی دیگر شکل می‌گیرد.

## فلسفهٔ سکسوالیته
«فلسفهٔ سکسوالیته» به بررسی فلسفیِ سکسوالیته، آمیزش جنسی و موضوعات مرتبط می‌پردازد. اینکه چه چیزی باعث به وجود آمدن احساسات جنسی می‌شود؟ آیا درگیر شدن اندام‌های جنسی لزومی دارد یا بخش‌های دیگر بدن نیز می‌توانند لذت جنسی بدهند؟ یک عمل جنسی دقیقاً چه چیزی است؟ لمس بازوی یک شخص ممکن است رفتاری دوستانه، تجاوز، یا فعالیتی مربوط به آمیزش جنسی باشد. جایگاه سکس در ذات انسان چیست؟ بررسی دیدگاه‌های هستی‌شناسی و شناخت‌شناسی دربارهٔ سکس، مثلاً دیدگاه‌هایی که آمیزش جنسی در آن‌ها جنبهٔ روحانی بسیار برجسته‌ای دارد، یا دیدگاه‌هایی که میل جنسی را غریزه‌ای هدایت‌شده (مثلاً توسط هورمون‌ها) می‌دانند که توسط یک خدا یا به‌وسیلهٔ طبیعت در موجودات قرار داده شده تا در خدمت بقای گونه‌ها باشد، یا دیدگاه‌هایی که معتقدند آمیزش جنسی تفاوت چندانی با خوردن، نفس‌کشیدن، و ادرار کردن ندارد. فلسفهٔ سکسوالیته همچنین به اخلاقیات جنسی می‌پردازد؛ این‌که در چه شرایطی انجام آمیزش جنسی، فعالیت جنسی، یا تجربۀ لذت جنسی از نظر اخلاقی درست است؟ و بحث‌های اخلاقی و خقوقی مانند این‌که آیا جامعه حق دارد که مردمش را به سمت ازدواج، خانواده و دورشدن از همجنس‌گرایی سوق دهد؟ و وضع چه قوانینی دربارهٔ همجنس‌گرایی و تن‌فروشی درست است؟ و در نهایت این‌که آمیزش جنسیِ خوب چیست؟ آمیزش جنسیِ خوب تأثیری در زندگیِ خوب دارد؟

## برابر فارسی
مفهوم سکسوالیته در کارهای جدیدتر، مانند آثار متأثر از میشل فوکو، نویسندۀ کتاب چندجلدی تاریخ سکسوالیته، اهمیت پیدا کرده‌است و به همین سبب واژۀ سکسوالیته از زبان فرانسوی آمده‌است.
مترجمان میشل فوکو، یعنی نیکو سرخوش و افشین جهاندیده، دربارهٔ ترجمهٔ این واژه می‌نویسند: «معادل‌گذاری برای برخی از واژه‌ها و اصطلاحات کتاب حاضر کاری بس دشوار بود… از آن جمله واژهٔ sexualité و sexe؛ چراکه sexualité در زبان فرانسوی به‌معنای جنسیت، رفتارهای جنسی، میل جنسی، غریزهٔ جنسی و غیره است. …معادل فارسیِ جنسیت به هیچ رو برای sexualite در این کتاب مناسب نیست و ما ترجیح دادیم که خود واژهٔ سکسوالیته را برای آن بیاوریم. واژهٔ سکس نیز در زبان فرانسه به معنای جنسیت، جنس (مونث و مذکر)، اندام جنسی، ویژگی‌های جنسی، رابطهٔ جنسی و … است. اما در این مورد نیز همانگونه که فوکو می‌گوید سکس مفهوم و انگاره‌ای است که در سامانهٔ سکسوالیته ساخته می‌شود. از همین رو تصمیم گرفتیم که خود واژهٔ سکس را بیاوریم و اگر جایی به نظرمان می‌رسید که به معنایی خاص اشاره می‌شود، آن را داخل کروشه آورده‌ایم مثل سکس[اندام جنسی] یا سکس[رابطه جنسی].
همچنین منیژه نجم عراقی می‌نویسد: «…این گرفتاری درباره واژه‌های sex, gender و sexuality وجود دارد. البته در مورد دو واژهٔ نخست معادل‌های جنس به معنای زیست‌شناختی و جنسیت به معنای فرهنگی و جامعه‌شناختی در متونِ تخصصیِ این عرصه کمابیش جا افتاده‌است. اما در مورد واژهٔ سوم که حتی برای نویسندگان غربی نیز دردسرساز است به تناسبِ متن از معادل‌های متفاوتی مانند میل جنسی، احساس جنسی، رابطهٔ جنسی و هرگاه لازم بوده از لفظ سکس بهره گرفته‌ام.»
برخی مترجمان دیگر، «سکسوالیته» را به «جنسیت» ترجمه کرده‌اند.